# De la pirotechnia
De la pirotechnia è un'opera libraria pubblicata in prima edizione nel 1540 in Venezia. L'autore è Vannoccio Biringuccio, che fu pure il disegnatore delle numerose illustrazioni ma morì tre anni prima della pubblicazione.

## Descrizione
L'edizione originale è strutturata in dieci libri e il titolo si riferisce alla produzione della polvere da sparo, che viene dettagliatamente spiegata nel trattato, ma l'opera descrive con estrema chiarezza e precisione pure l'arte dell'oreficeria, vetreria, scultura, zecca, fusione dei caratteri a stampa e varie tecniche per estrazione mineraria nonché elaborazione di metalli. Tale opera per la sua profonda erudizione, semplicità di espressione e illustrazioni notevolmente esplicative ebbe sùbito un largo successo, tanto che fu tradotta in francese, tedesco, inglese e latino. La parte che si occupa dell'arte orafa fu considerata lettura indispensabile per tutti gli orafi europei come pure il Trattato dell'Oreficeria di Benvenuto Cellini: infatti i libri scritti da Biringuccio e Cellini restano dei classici dell'oreficeria.
Fu il primo trattato sulla metallurgia. Il libro è illustrato da 94 xilografie e tratta in primo luogo i principali minerali: l'oro, l'argento, il rame, il piombo, lo stagno e il ferro. Per la prima volta si fa menzione delle operazioni di assaggio dell'oro e dell'argento, della forgiatura, della distillazione e della costruzione di specchi e ceramiche. L'opera tratta poi i semi-minerali come il mercurio o lo zolfo e l'antimonio, di cui fornisce la prima descrizione nota di una procedura per isolarlo, per la quale è perciò attribuita a lui la sua scoperta, nonché successivamente l'analisi e la preparazione dei minerali sia per la fusione che per l'impiego esplosivo. Come Calbus Fribergius, Biringuccio è citato da Georg Agricola nell'introduzione alla sua più importante opera, il De Re Metallica :
" Nuper uerò Vannocius Biringuccius Senensis, homo disertus, & multarum rerum peritus, uulgari Italorum sermone tractauit locum De metallis fundendis, separandis, agglutinandis."

## Edizioni
- De la pirotechnia, 1540. Edizione critica sulla prima edizione, corredata di note, prefazioni, appendici ed indici, ed ornata dalle riproduzioni del frontespizio e delle 82 figure originali a cura di Aldo Mieli, Bari, Società tipografica editrice barese, 1914.